# Lotten von Düben

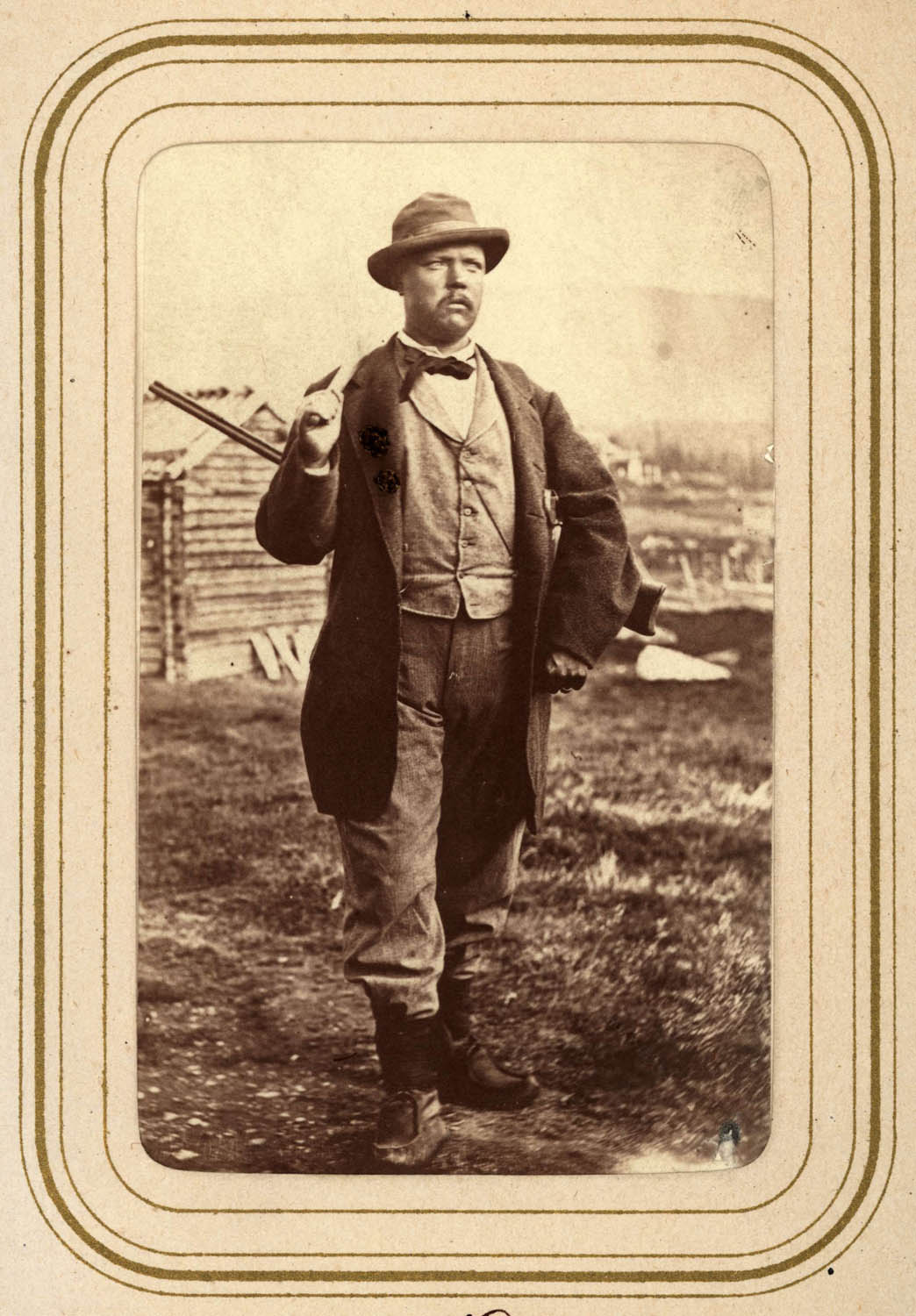
Poručík H. A. Widmark (1833–1889), pořízeno během etnologické expedice do Laponska, kterou vedl její manžel Gustaf von Düben, 1868

Lotten von Düben (1828–1915) byla švédská portrétní fotografka, manželka lékaře a antropologa Gustafa von Dübena. Aktivní fotografkou byla v období 1868–1871.

## Život a dílo

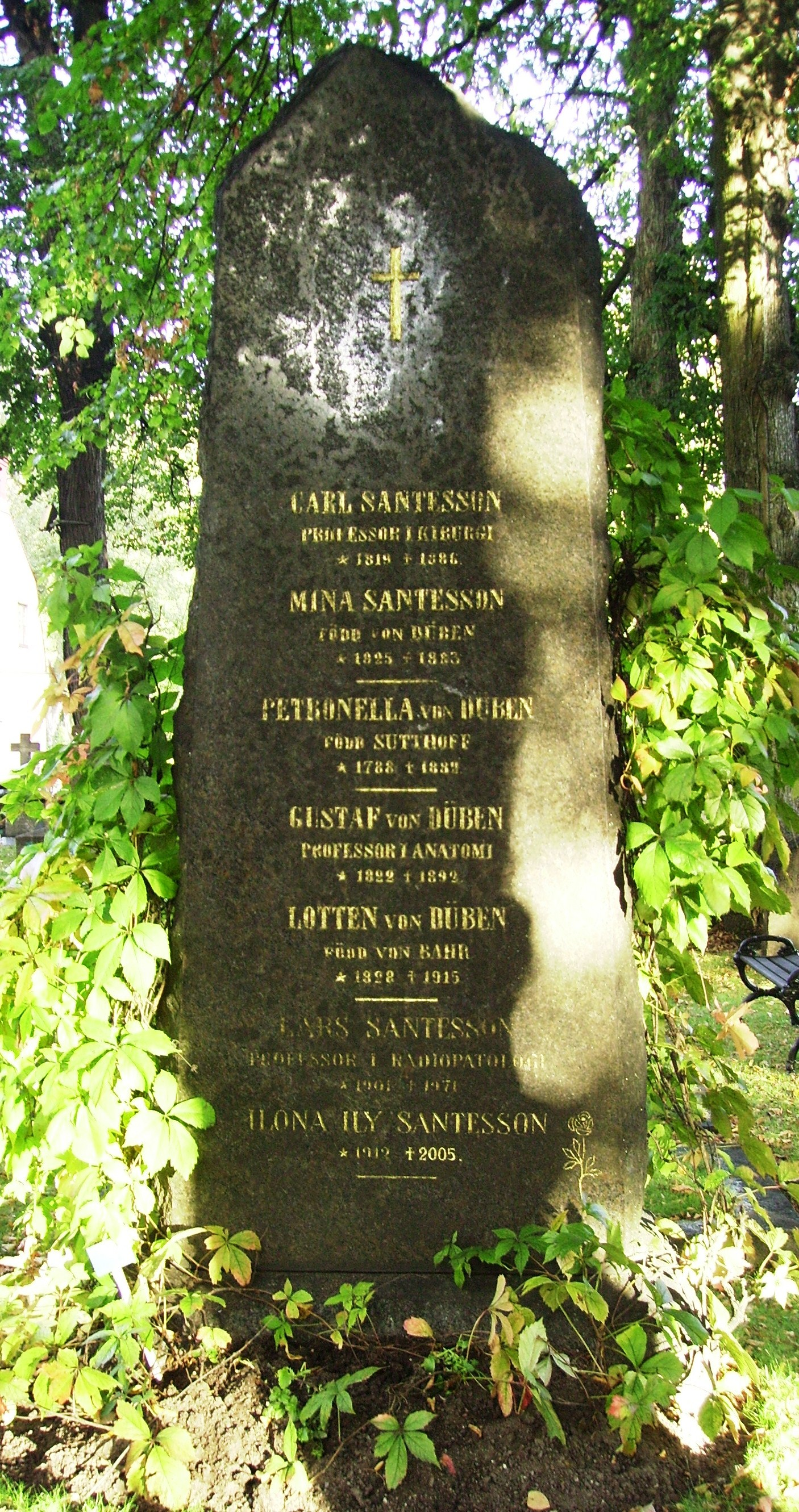
Fotka hrobu Carla Santessona na hřbitově Solna

V období od roku 1868 do roku 1871 odjela společně se svým manželem do Laponska, kde studovali život tamějších obyvatel. Lotten von Düben pracovala jako fotografka během prvních švédských expedic do Laponska. Nové umění fotografie ve své rané fázi využívala tehdejší věda k dokumentaci exotické a cizí rasy. S obrázky bylo odborně zacházeno, byly doplněny mírami lidí, katalogizovány a archivovány.

## Galerie

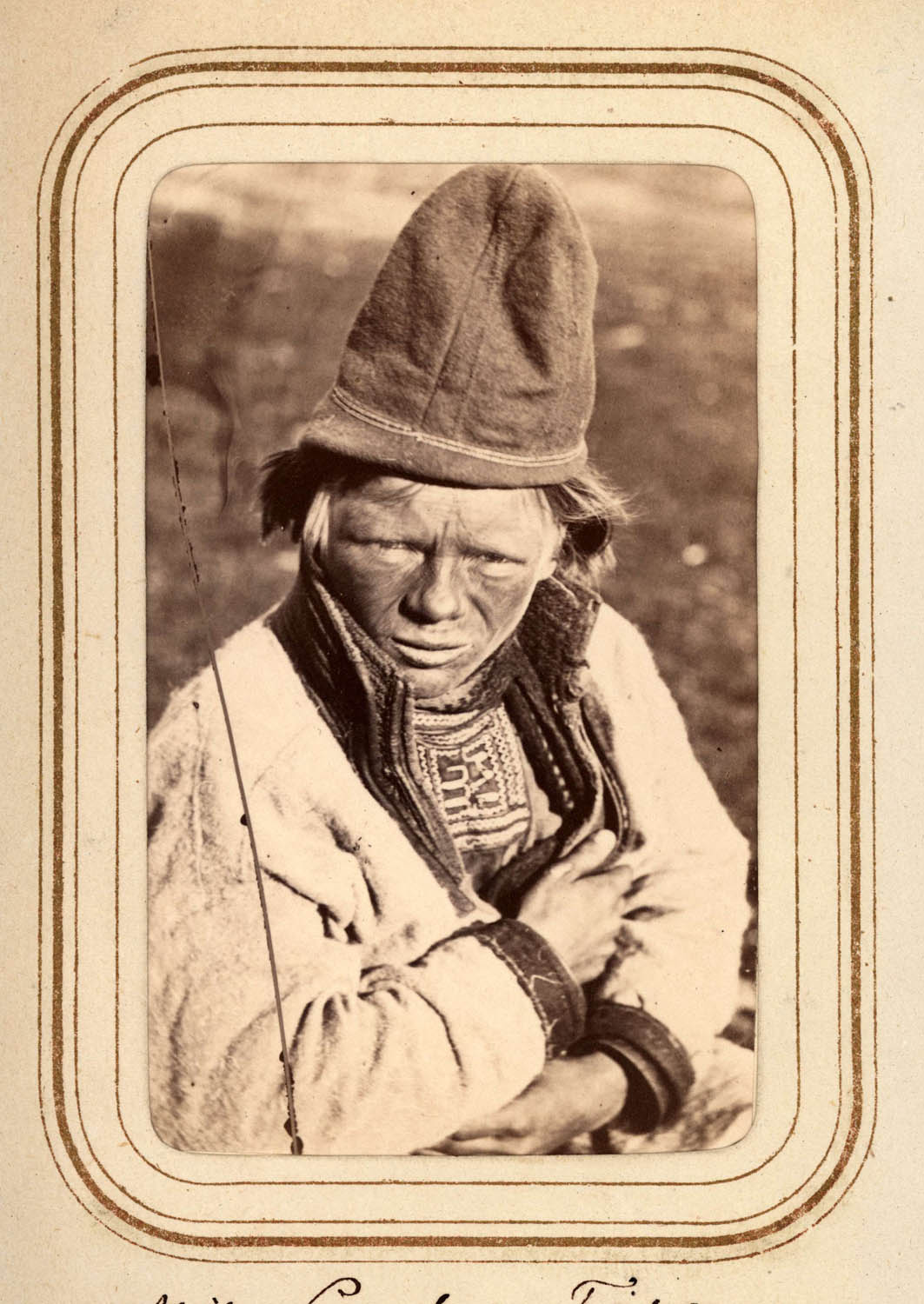
Bez názvu, 1868, Severské muzeum
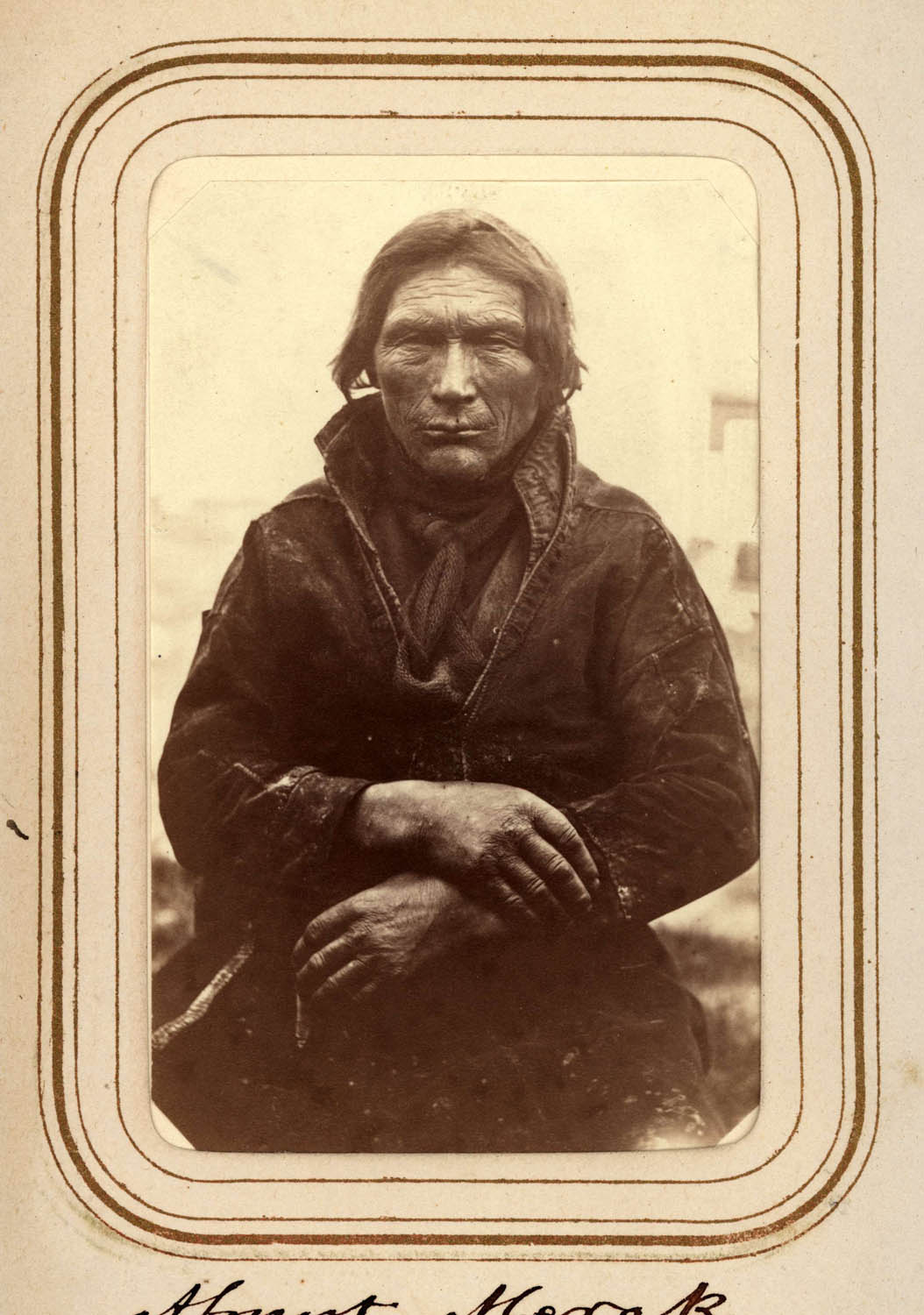
Bez názvu, 1868, Severské muzeum
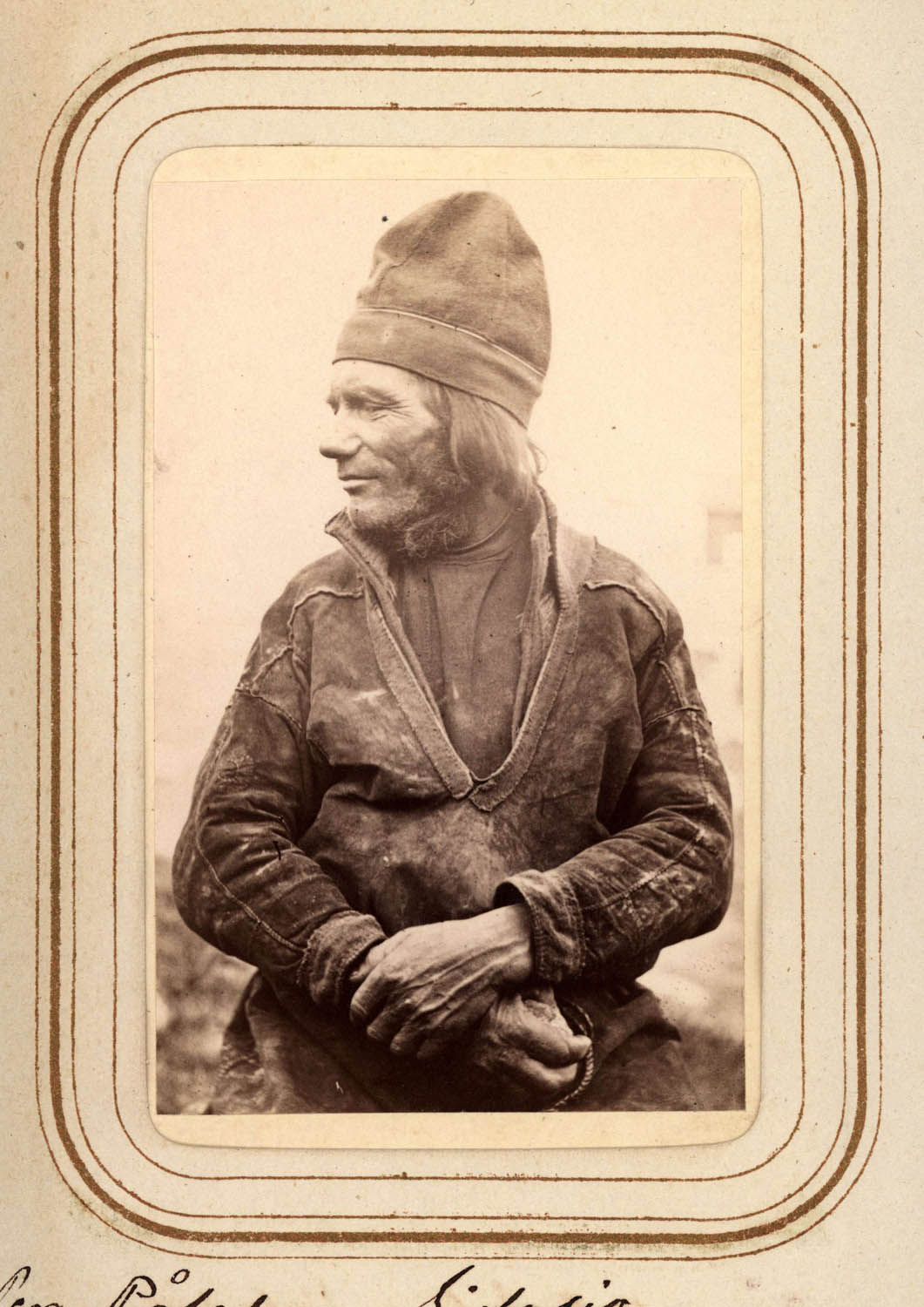
Bez názvu, 1868, Severské muzeum
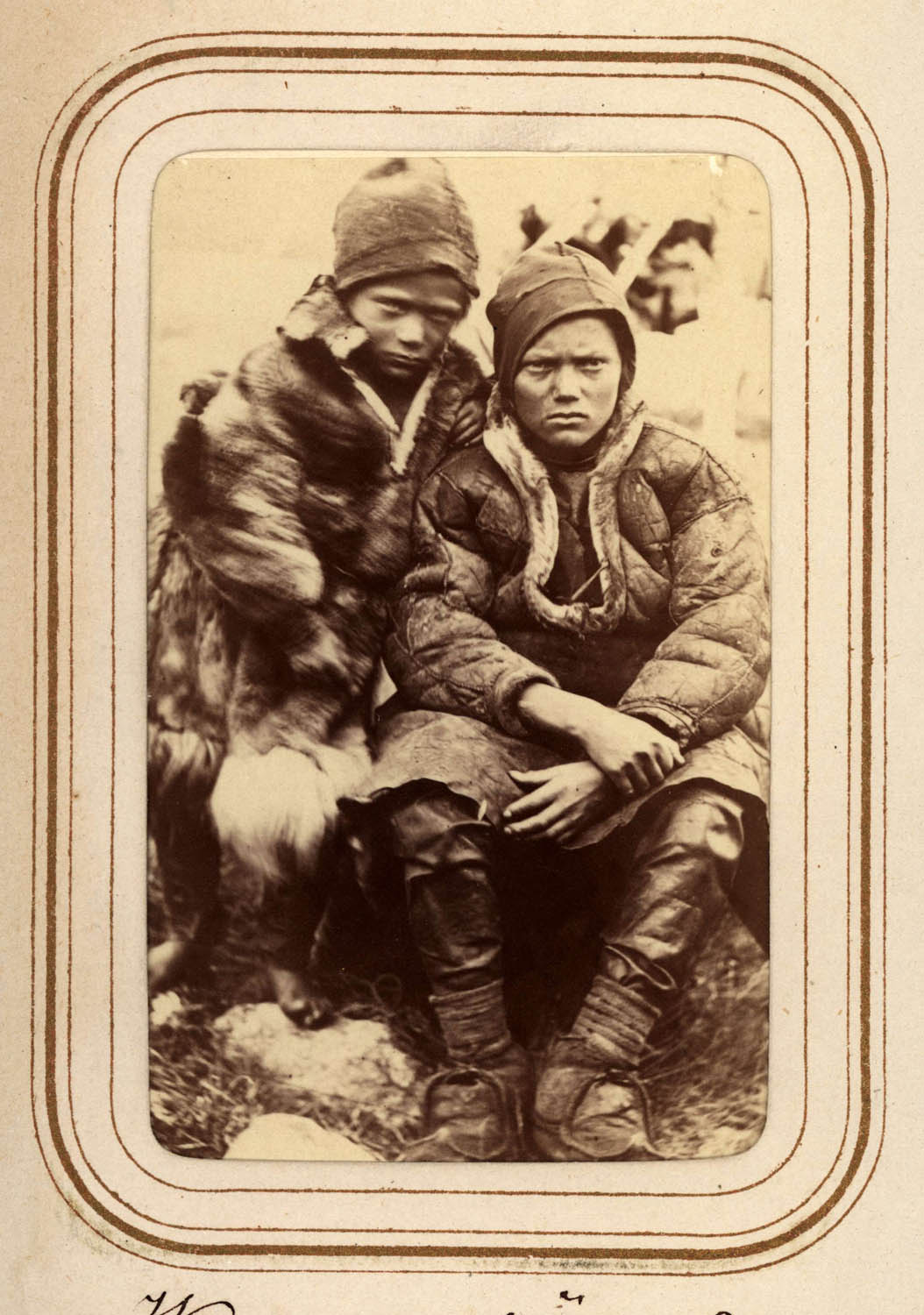
Bez názvu, 1868, Severské muzeum
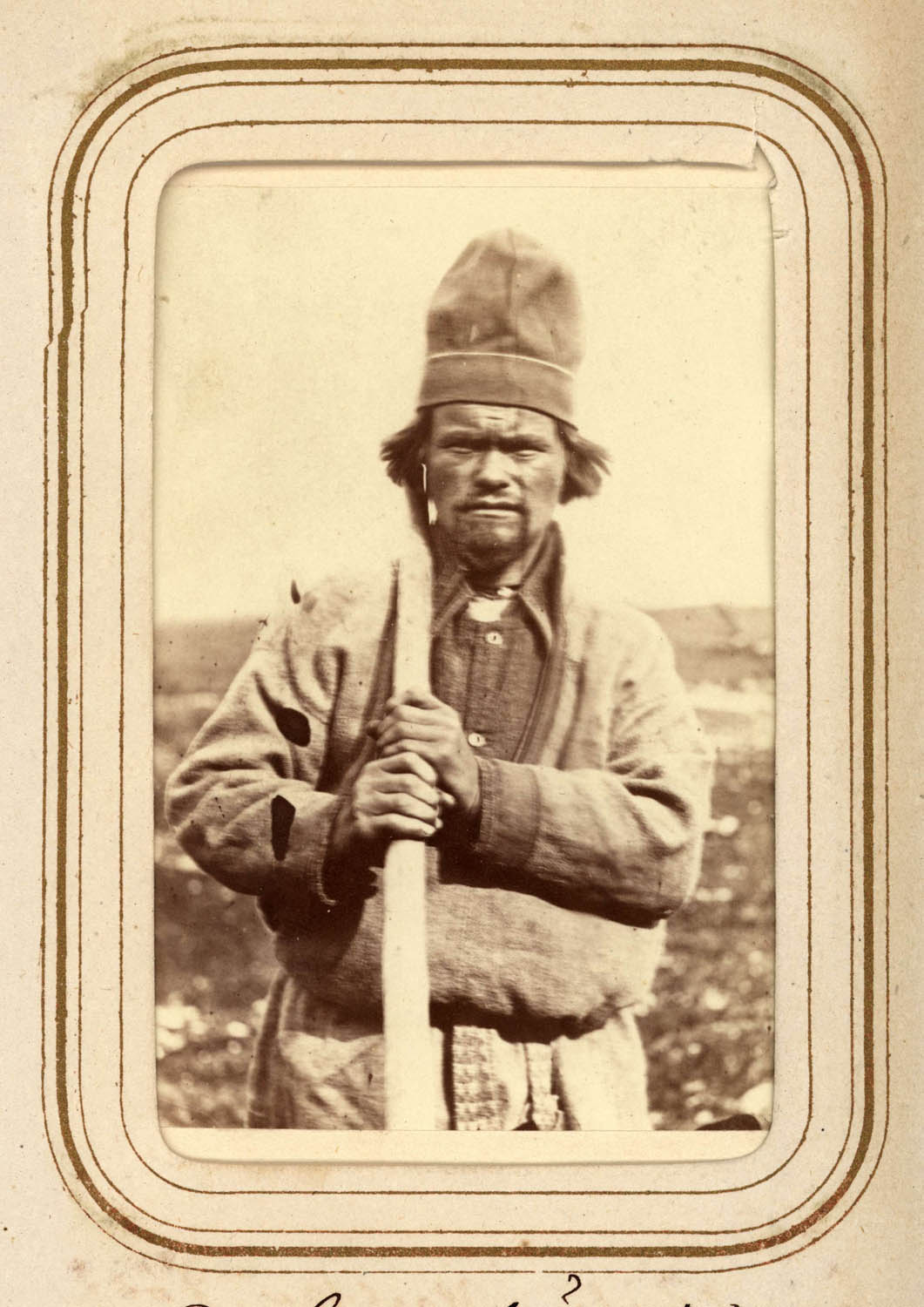
Bez názvu, 1868, Severské muzeum
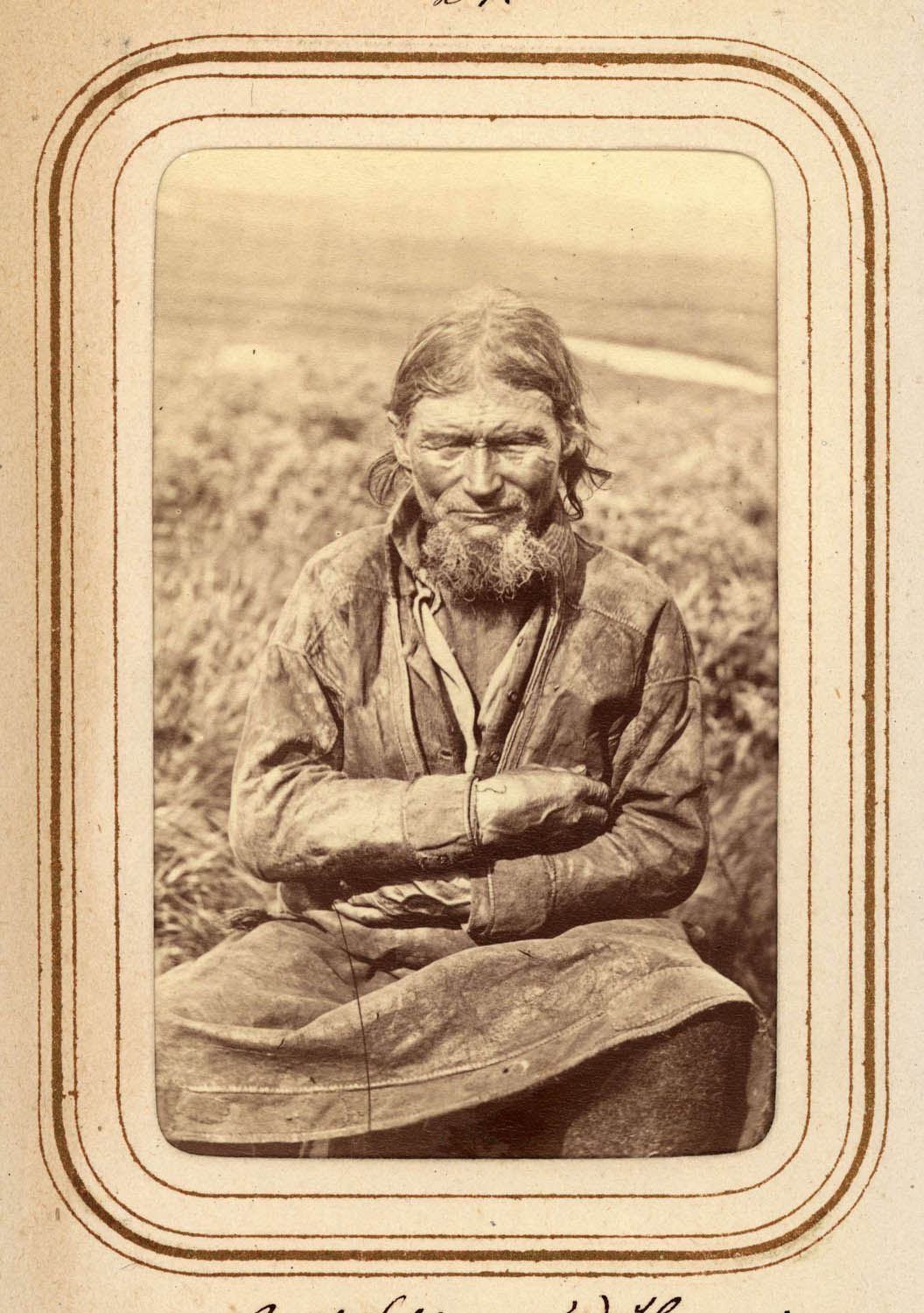
Bez názvu, 1868, Severské muzeum
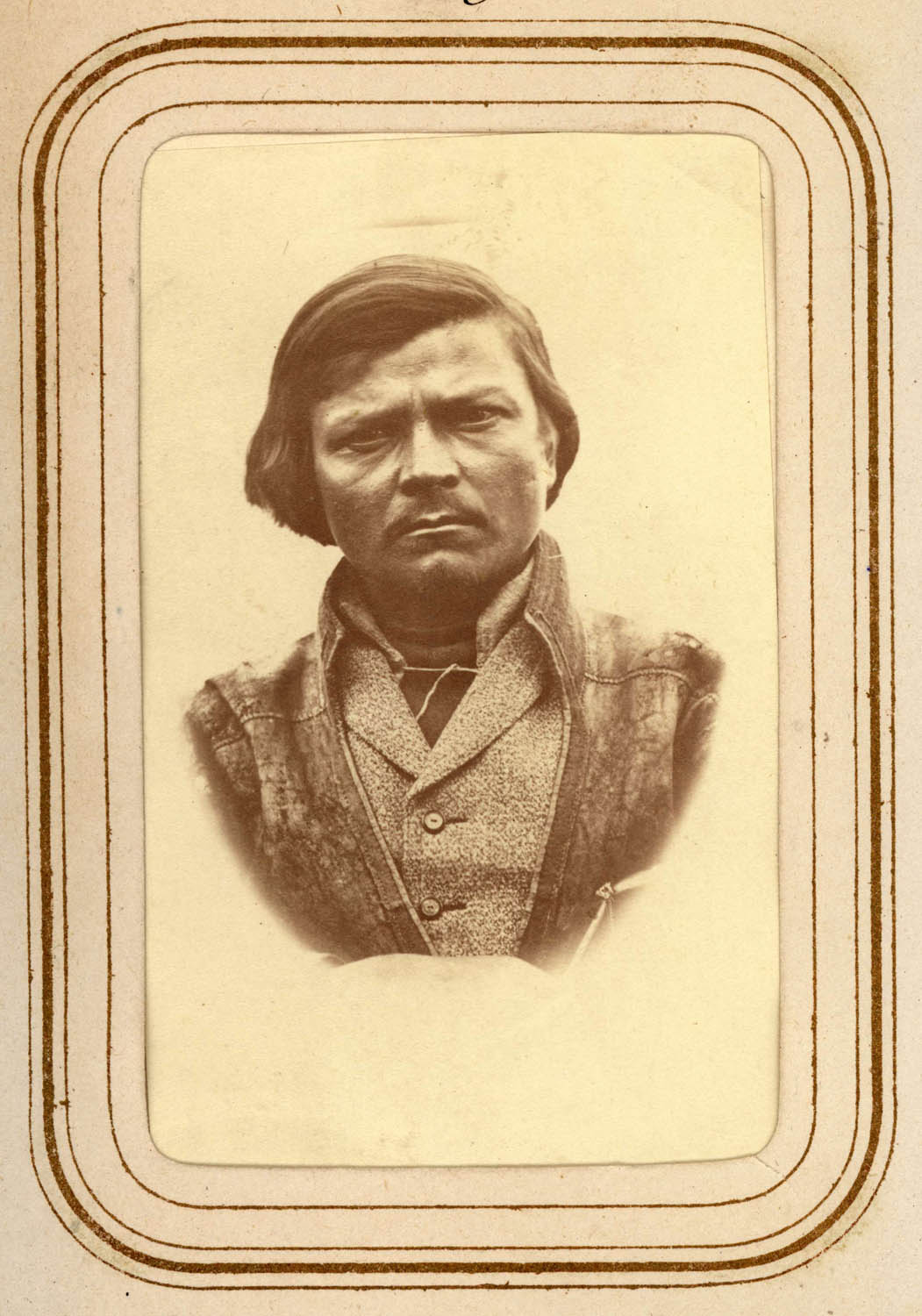
Bez názvu, 1868, Severské muzeum
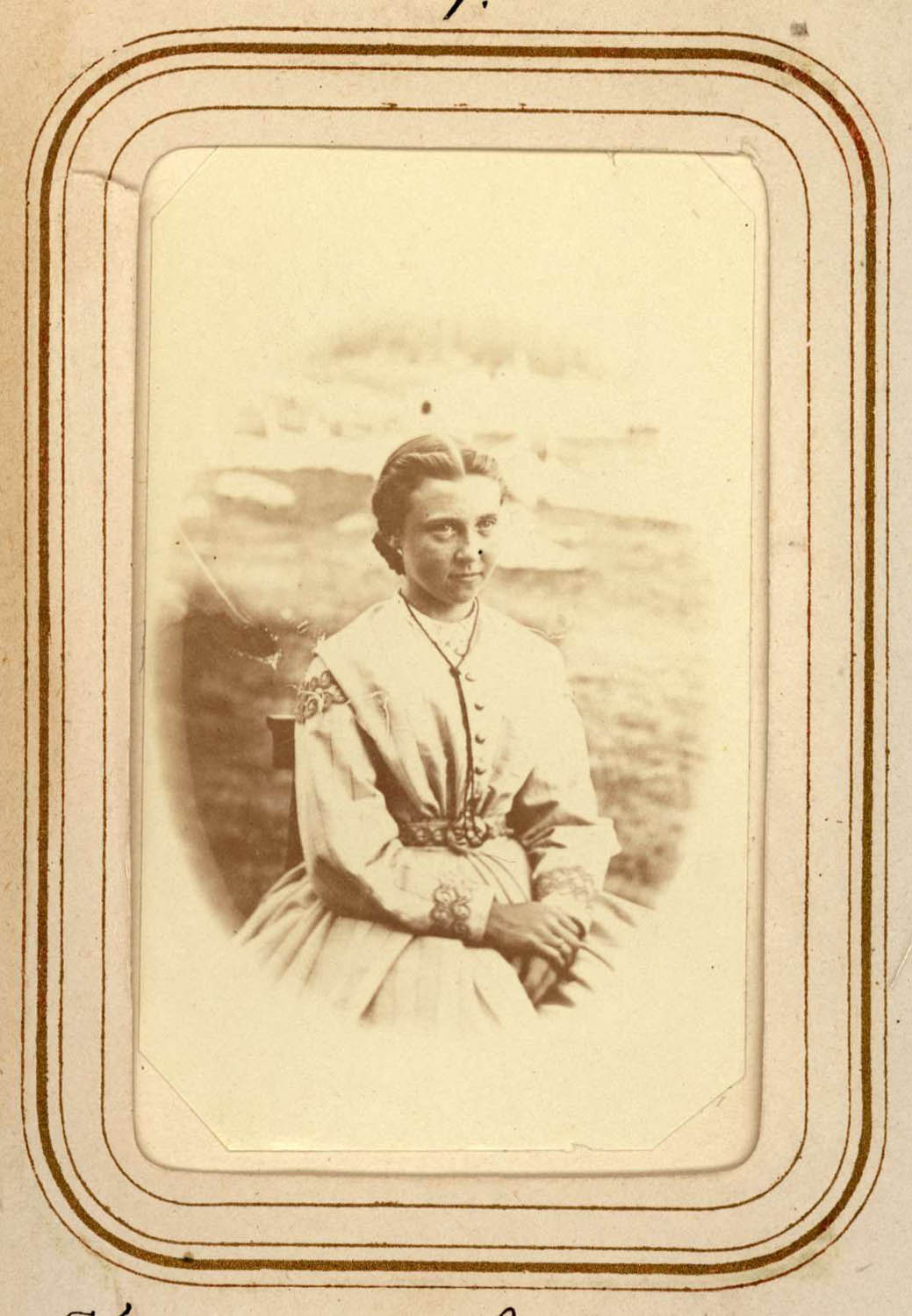
Bez názvu, 1868, Severské muzeum